# Prostominia lewisi
Prostominia lewisi is een keversoort uit de familie platsnuitkevers (Salpingidae). De wetenschappelijke naam van de soort werd in 1889 gepubliceerd door Edmund Reitter.